# Hipótesis de Lindelöf
En matemática, la hipótesis de Lindelöf es una conjetura formulada por el matemático finés Ernst Leonard Lindelöf (véase Lindelöf (1908)) sobre la tasa de crecimiento de la función zeta de Riemann en la línea crítica y que está implicada por la hipótesis de Riemann.
Esta postula que, para cualquier ε > 0,
{\displaystyle \zeta \left({\frac {1}{2}}+it\right){\mbox{ es }}{\mathcal {O}}(t^{\varepsilon }),}
cuando t tiende a infinito (véase notación de Landau). Puesto que ε puede ser reemplazado por un valor menor, esta conjetura también puede postularse como:
Para cualquier número real positivo ε,
{\displaystyle \zeta \left({\frac {1}{2}}+it\right){\mbox{ es }}o(t^{\varepsilon }).}

## La función μ
Si σ es real, entonces μ(σ) se define como el ínfimo de todos los números reales a tales que ζ(σ + iT) = O(T a). Es trivial el observar que μ(σ) = 0 para σ > 1, y la ecuación funcional de la función zeta implica que μ(1 − σ) = μ(σ) − σ + 1/2. El  teorema de Phragmen–Lindelöf implica también que μ es convexa. La hipótesis de Lindelöf asegura que μ(1/2) = 0, lo que junto con las propiedades citadas antes de μ implican que μ(σ) es 0 para σ ≥ 1/2 y 1/2 − σ para σ ≤ 1/2.
El resultado de convexidad de Lindelöf junto con μ(1) = 0 y μ(0) = 1/2 implican que 0 ≤ μ(1/2) ≤ 1/4.  El límite superior de 1/4 fue rebajado por  Hardy y Littlewood a 1/6 mediante la aplicación del método de Weyl de estimación de sumas exponenciales para la ecuación funcional aproximada de la función zeta. Desde entonces, este límite ha sido rebajado significativamente a una cantidad menor que 1/6 por varios autores, usando largas y complejas demostraciones, como indica la siguiente tabla:
| μ(1/2) ≤ | μ(1/2) ≤ | Autor                  |                      |
| -------- | -------- | ---------------------- | -------------------- |
| 1/4      | 0.25     | Lindelöf (1908)        | Límite de convexidad |
| 1/6      | 0.1667   | Hardy y Littlewood (?) |                      |
| 163/988  | 0.1650   | Walfisz (1924)         |                      |
| 27/164   | 0.1647   | Titchmarsh (1932)      |                      |
| 229/1392 | 0.164512 | Phillips (1933)        |                      |
|          | 0.164511 | Rankin (1955)          |                      |
| 19/116   | 0.1638   | Titchmarsh (1942)      |                      |
| 15/92    | .1631    | Min (1949)             |                      |
| 6/37     | .16217   | Haeneke (1962)         |                      |
| 173/1067 | 0.16214  | Kolesnik (1973)        |                      |
| 35/216   | 0.16204  | Kolesnik (1982)        |                      |
| 139/858  | 0.16201  | Kolesnik (1985)        |                      |
| 32/205   | 0.1561   | Huxley (2002),2005     |                      |

## Relación con la hipótesis de Riemann
Backlund (1918-1919) mostró que la hipótesis de Lindelöf es equivalente al siguiente enunciado sobre los ceros de la función zeta: 
Para cada ε > 0, el número de ceros con parte real al menos 1/2 + ε y la parte imaginaria T y T + 1 es o(log(T)) cuando T tiende a infinito. La hipótesis de Riemann implica que no hay ningún cero en esa región, así pues implica a la hipótesis de Lindelöf. Se sabe que el número de ceros con parte imaginaria T y T + 1 es O(log(T)), así que la hipótesis de Lindelöf parece sólo un poco más fuerte que lo que ya ha sido demostrado, pero a pesar de ello, sigue resistiendo a todos los intentos de demostración, siendo éstos ya muy complicados.

## Media de las potencias de la función zeta
La hipótesis de Lindelöf es equivalente a la afirmación de que
{\displaystyle \int _{0}^{T}|\zeta (1/2+it)|^{2k}\,dt=O(T^{1+\varepsilon })}
para todos los enteros positivos k y para todos los números reales positivos ε. Esta afirmación ha sido demostrada para k = 1 o 2, pero el caso k = 3 parece ser más complejo y todavía se encuentra como un problema abierto.
Hay una más precisa conjetura acerca del comportamiento asintótico de esta integral: Se cree que
{\displaystyle \int _{0}^{T}|\zeta (1/2+it)|^{2k}\,dt=T\sum _{j=0}^{k^{2}}c_{k,j}\log(T)^{k^{2}-j}+o(T)}
para algunas constantes ck,j. Esto fue demostrado por John Edensor Littlewood para k = 1 y por Heath-Brown (1979) para k = 2 
(extendiendo un resultado de Ingham (1926) el cual encontró el término principal). 
Conrey y Ghosh (1998) sugirió el valor {\displaystyle (42/9!)\prod _{p}\left((1-p^{-1})^{4}(1+4p^{-1}+p^{-2})\right)} para el coeficiente principal cuando k es 6, y Keating y Snaith (2000) usaron teoría de matrices aleatorias para sugerir algunas conjeturas sobre los valores de los coeficientes  para valores de k mayores. Los coeficientes principales ha sido conjeturados para ser el producto de un factor elemental, un cierto producto sobre números primos, y el número de n por n en tabla de Young dado por la siguiente secuencia:
- 1, 1, 2, 42, 24024, 701149020, (sucesión A039622 en OEIS).

## Otras consecuencias
Denotando como pn el n-ésimo número primo, un resultado dado por Albert Ingham, muestra que la hipótesis de Lindelöf implica que, para cualquier ε > 0,
{\displaystyle p_{n+1}-p_{n}\ll p_{n}^{1/2+\varepsilon }\,}
si n es lo suficientemente grande. Sin embargo, este resultado es mucho peor que la amplia conjetura del espacio entre primos consecutivos.